# الإسلام في بلجيكا
ممارسة الإسلام في بلجيكا هو جديد نسبيا ويلاحظ في معظمها في المجتمعات المهاجرة فهو دين أكبر أقلية في بلجيكا،  واعترف بالإسلام كدين في بلجيكا في عام 1974.
و تتشكل الجالية المسلمة من الأتراك ومختلف الدول العربية والآسيوية (إيران - أفغانستان - باكستان - الهند). تغلب الجالية التركية وتحتل المرتبة الأولى وبعدها يأتي المغاربة في المرتبة الثانية، وهذا يعود جراء طلب الدولة البلجيكية للعمال الأتراك والمغاربة، ولما للدولة من تاريخ مع بلجيكا حيث شاركت الجاليتين في الحروب التي شنتها وتعرضت لها بلجيكا.

## تاريخ
شهد عام 1974 اعتراف الحكومة البلجيكية بالإسلام كدين رسمي مما نتج عنه إدخال مادة التربية الإسلامية ضمن البرامج المدرسية لأبناء الجالية المسلمة فضلا عن صرف الدولة رواتب الأئمة وتحمل بعض من نفقات المساجد. وفي عام 2006 أعطت الحكومة 7.7 مليون دولار (6.1 مليون يورو) إلى الجماعات الإسلامية.
تأسست جمعية المسلمون التنفيذيون في بلجيكا في عام 1996.

## السكان
حسب إحصائيات سنة 2008 يظهر أن 6٪ من سكان بلجيكا حيث يبلغ عددهم 628,751 مسلم سواء كانوا سنة أو شيعة أو علويين أو أحمديين[ ؟ ]. تبلغ نسبة المسلمين 25,5٪ من سكان بروكسل، 4٪ من والونيا، 3,9٪ من فلاندرز. غالبية المسلمين البلجيكيين يعيشون في المدن الكبرى مثل أنتويرب، بروكسل، وشارلوروا.

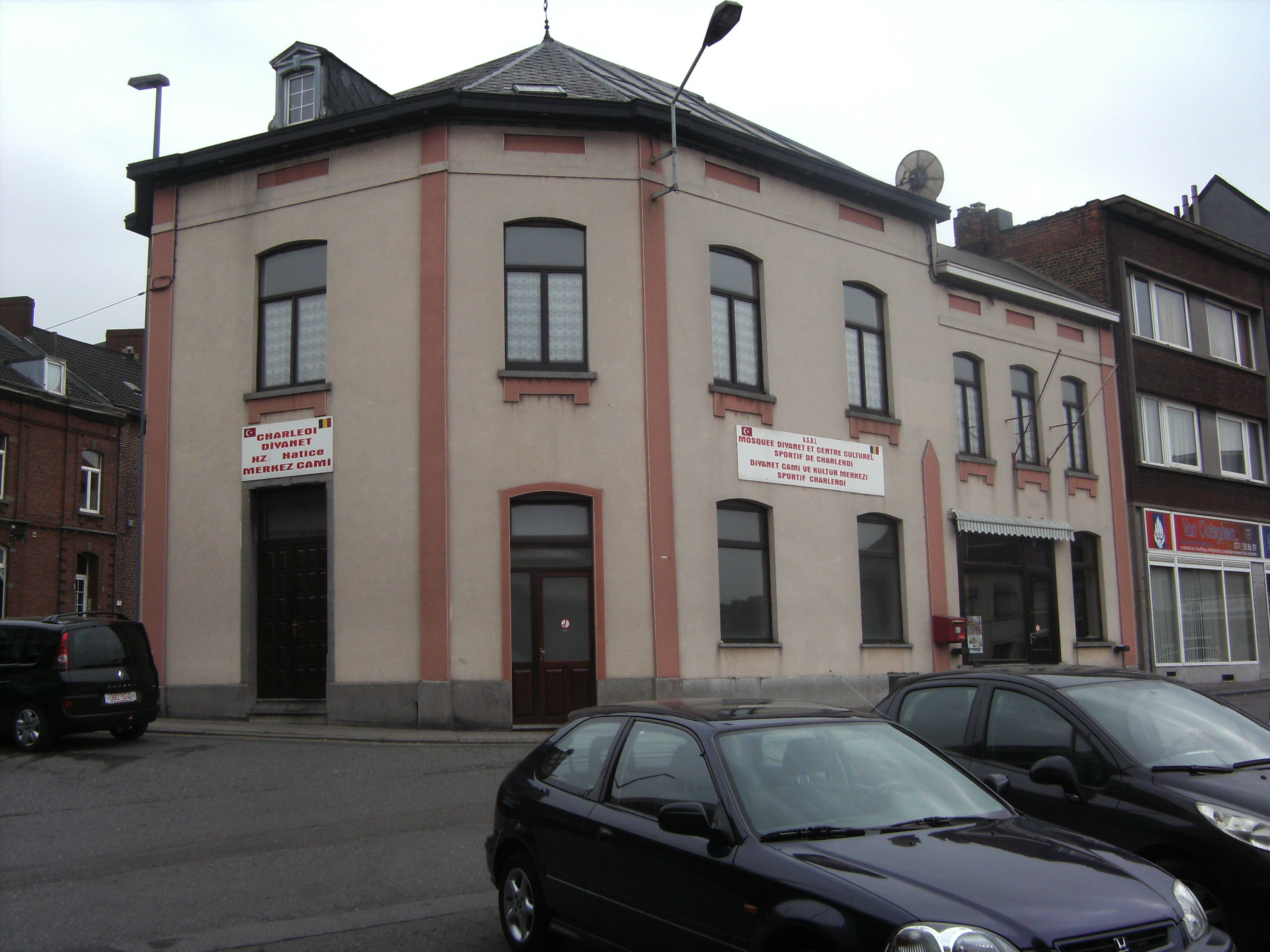
مسجد شارلوروا

ووفقا لتقديرات صدرت في 2007 من قبل عالم الاجتماع يان هيرتوغين أن المسلمين هم أكبر مجموعة من المهاجرين في بلجيكا الذين يبلغ عددهم 264,974 أغلبهم من المغاربة. الأتراك هم ثالث أكبر مجموعة عرقيا وثاني أكبر مجموعة ضمن المجتمع المسلم الذين يبلغ عددهم 159,336. ولكن تم انتقاد هذه التقديرات من قبل الإدارة العامة للإحصاء والمعلومات الاقتصادية (سابقا المعهد الوطني للإحصاء) لأنه بكل بساطة أضاف عدد من الأشخاص المتجنسين دون الأخذ بعين الاعتبار الأشخاص الذين ماتوا أو هاجروا بعد ذلك. القوميات الأخرى ممثلة في معظمها في الألبان والباكستانيين وأفريقيون غربيون. لا يمكن إعطاء أرقام دقيقة حيث يحظر التعدادات الدينية أو العرقية في بلجيكا ومعظم الناس الذين لهم جذور في الدول الإسلامية (بما في ذلك اللاجئين الآشوريين المسيحيين من تركيا) أخذوا الجنسية البلجيكية والأطفال الذين ولدوا في بلجيكا اكتسبوا الجنسية البلجيكية مباشرة ومن ثم فلا تظهر في أي إحصاءات.
بدأ المهاجرين المغاربة والأتراك القدوم بأعداد كبيرة لبلجيكا اعتبارا من الستينات كعمالة ضيفة. بالرغم من إلغاء برنامج العامل الضيف في عام 1974 إلا أنه بقي كثير من المهاجرين وجلبوا عائلاتهم باستخدام قوانين جمع شمل الأسرة. اليوم المجتمع المسلم لا تزال تنمو من خلال الزواج المهجر. أكثر من 60٪ من الشباب المغربي والتركي يختارون زوجاتهم من بلدانهم الأصلية.
المسلمون البلجيكيون الذين يعيشون في البلاد هم في الغالب من المهاجرين وقد هاجروا حسب الجنسية من المغرب وتركيا والجزائر وتونس وإيران وباكستان وألبانيا ولبنان ويوغوسلافيا السابقة، على التوالي. من ناحية أخرى، يقدر عدد المسلمين البلجيكيين المنحدرين من أصل بلجيكي بما يتراوح ما بين خمسة آلاف إلى عشرين ألف مسلم.
في عام 2009 كان اسم محمد الأكثر شعبية تم تسمية المواليد في بروكسل وأنتويرب وهما أكبر مدينتين تضمان الجالية الإسلامية في بلجيكا.

## البنية التحتية الدينية

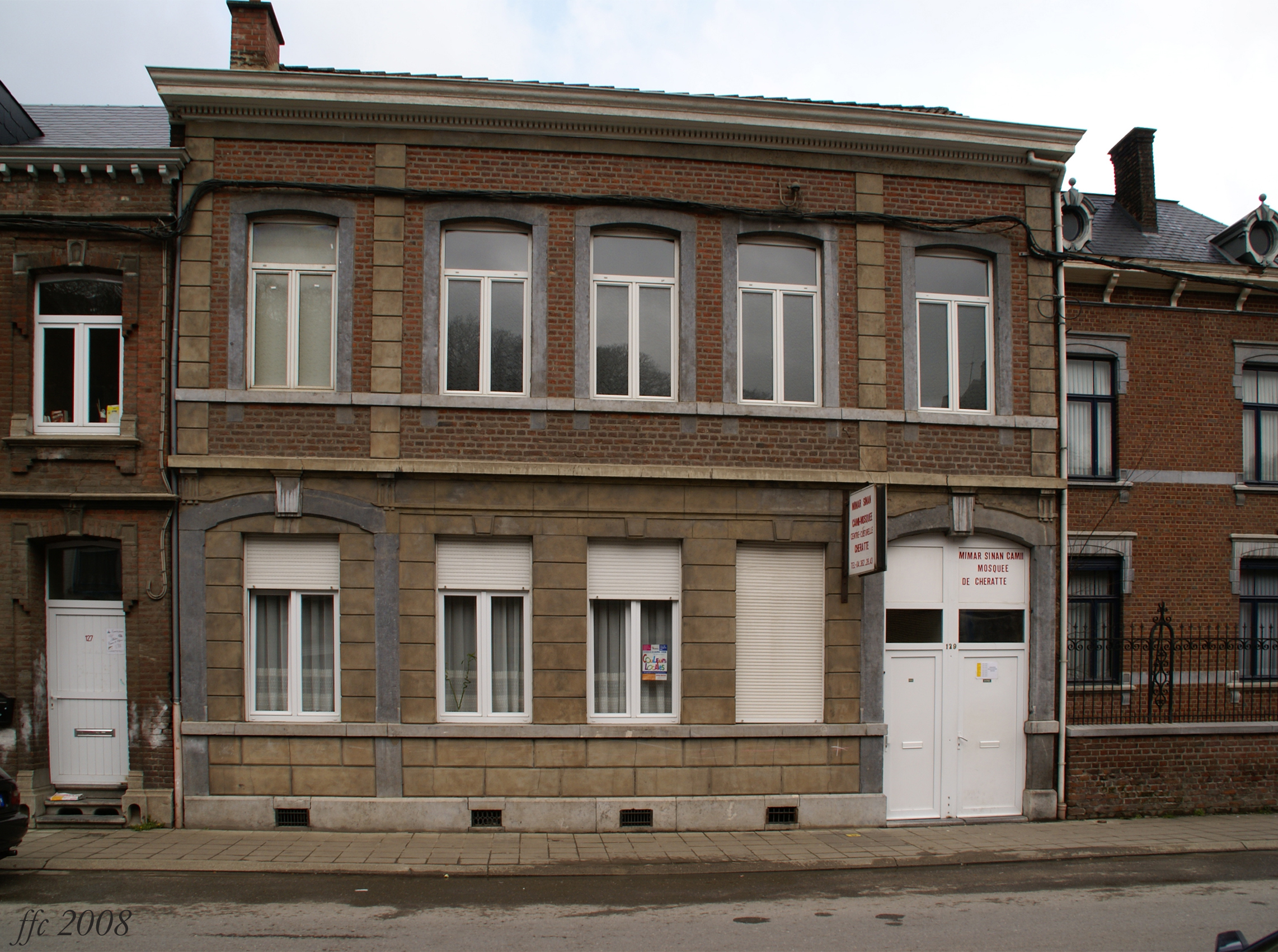
مسجد تشيراتي

وفقا لدراسة أصدرت في سنة 2005 فإن جامعة بروكسل الحرة ذكرت أن حوالي 10٪ من السكان المسلمين هم مسلمون حقيقيون يمارسون الشعائر الإسلامية بانتظام.
هناك ما يقدر ما بين 328 و380 - 380
 مسجد في البلاد.

## قضايا
ووفقا لاستطلاع الرأي سنة 2006 فإن 61٪ من سكان بلجيكا يعتقدون أن التوترات بين المسلمين والطوائف الأخرى سوف تزيد في المستقبل.

### الحجاب
في ديسمبر 2004 قالت الحكومة البلجيكية إنها تدرس فرض حظر على ارتداء الرموز الدينية الواضحة لموظفي الخدمة المدنية.
في يونيو 2005 حكمت محكمة الاستئناف في أنتويرب أنه خارج اختصاصاتها ما إذا كان الإسلام يتطلب النساء على ارتداء الحجاب وأن الفتيات في المدارس العامة لها الحق في القيام بذلك ومع ذلك فإن مجلس إدارة مدرسة عامة لديه السلطة لتقييد هذا الحق في حق الطالبات لأسباب تنظيمية أو لحسن سير المدرسة على الرغم من أنه يجب تبرير أي قيود من هذا القبيل.
في نهاية 2005 كان ما يقرب من عشرين بلدية أصدرت حظرا على المشي في الشوارع بالنقاب. تم فرض غرامات على عدد قليل من الحالات بقيمة 190 دولار أمريكي (150 يورو) لتجاهلهن الحظر. بموجب أمر تنفيذي عام 1993 يجب على الأشخاص في الشوارع أن يكونوا معروفين على أساس القوانين التي يعود تاريخها إلى العصور الوسطى. بيد أن يسمح بلبس الحجاب الذي لا يغطي تماما الجسم.

### الإرهاب

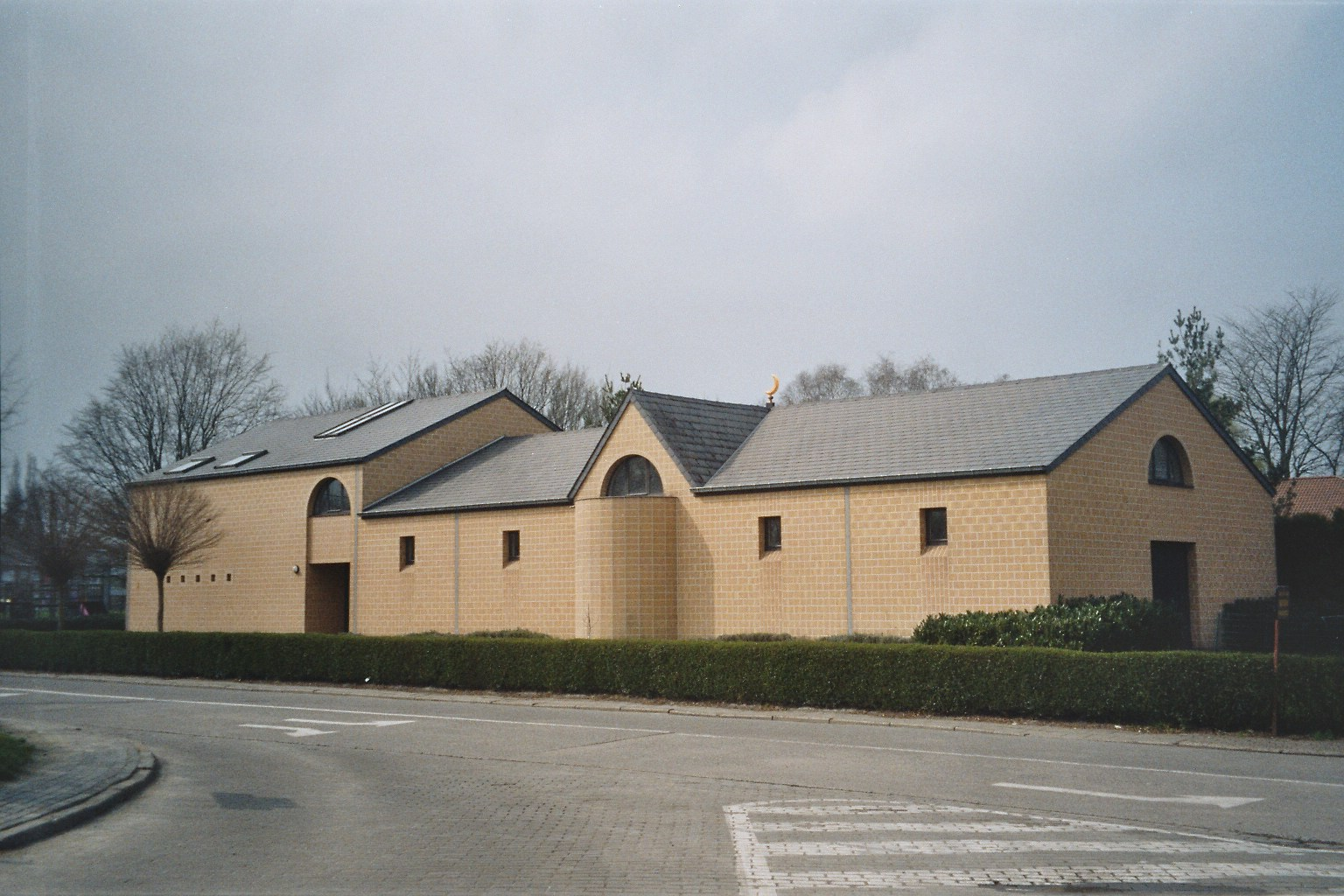
مسجد ليبيكي

قام إسلاميين أصوليين بالمشاركة في مؤامرات إرهابية عدة في السنوات الأخيرة.
في 30 سبتمبر 2003 أدانت محكمة بلجيكية 18 رجل لتورطهم في خلية إرهابية. وحكم على نزار الطرابلسي بالسجن لمدة 10 سنوات بتهمة التخطيط لهجوم انتحاري ضد قاعدة جوية في حلف شمال الأطلسي بلدية بير. وحكم على طارق معروفي المنتمي إلى مجموعة المكافحة التونسية بالسجن لمدة ست سنوات لدوره في استصدار جوازات سفر مزورة في مقره ببروكسل التي زودت جوازات سفر بلجيكية مزيفة للرجال الذين اغتالوا قائد التحالف الشمالي الأفغاني السابق أحمد شاه مسعود قبل يومين من سبتمبر هجمات 11 سبتمبر.
بعد الأسبوع من 11 مارس 2004 حيث تفجيرات قطارات مدريد ألقت الشرطة البلجيكية القبض على أربعة أعضاء من جماعة المقاتلين الإسلاميين المغاربة.
يوم 8 يونيو 2004 ألقي القبض على 15 شخصا متصلا مع ربيع عثمان السيد أحمد وهو المشتبه به الرئيسي في تفجيرات مدريد في أنتويرب وبروكسل. وقال مصدر مسئول بلجيكي لصحيفة لوس انجليس تايمز الأمريكية أن الرجال المعتقلين كانوا على اتصال مع أحمد واستطاعت الشرطة الإيطالية القاء القبض عليهم بالتنصت على المكالمات الهاتفية حيث كانوا يتناقشون حول هجمات إرهابية في المستقبل خاصة في العراق.
في أكتوبر 2004 حكمت محكمة بلجيكية على ثمانية متشددين إسلاميين بالسجن لمدد تصل إلى 5 سنوات بتهمة التخطيط لهجمات وصلات مع تنظيم القاعدة. وفقا للمدعين العامين فإن صابر محمد تلقى ثلاث مكالمات هاتفية من المسئول البارز في القاعدة خالد شيخ محمد الذي كان يعتقد أنه يقوم بإعادة توجيه زملائه. أيضا تمت إدانة طارق معروفي.
في 9 نوفمبر 2005 قامت موريل ديغوك وهي بلجيكية اعتنقت الإسلام بارتكاب هجوم انتحاري بسيارة مفخخة ضد قافلة أمريكية عسكرية جنوب بغداد.